# Rutland
Pour les articles homonymes, voir Rutland (homonymie).
Le Rutland est un comté d'Angleterre. Situé dans les Midlands de l'Est, il s'agit du plus petit comté traditionnel d'Angleterre, avec une superficie de 382 km2.

## Géographie
Le Rutland est bordé à l'ouest et au nord par le Leicestershire, au nord-est par le Lincolnshire, et au sud-est par le Northamptonshire. Il mesure seulement 29 km du nord au sud et 27 km d'ouest en est. Sa superficie de 382 km2 en fait le plus petit comté traditionnel d'Angleterre et l'un des plus petits comtés cérémoniels.

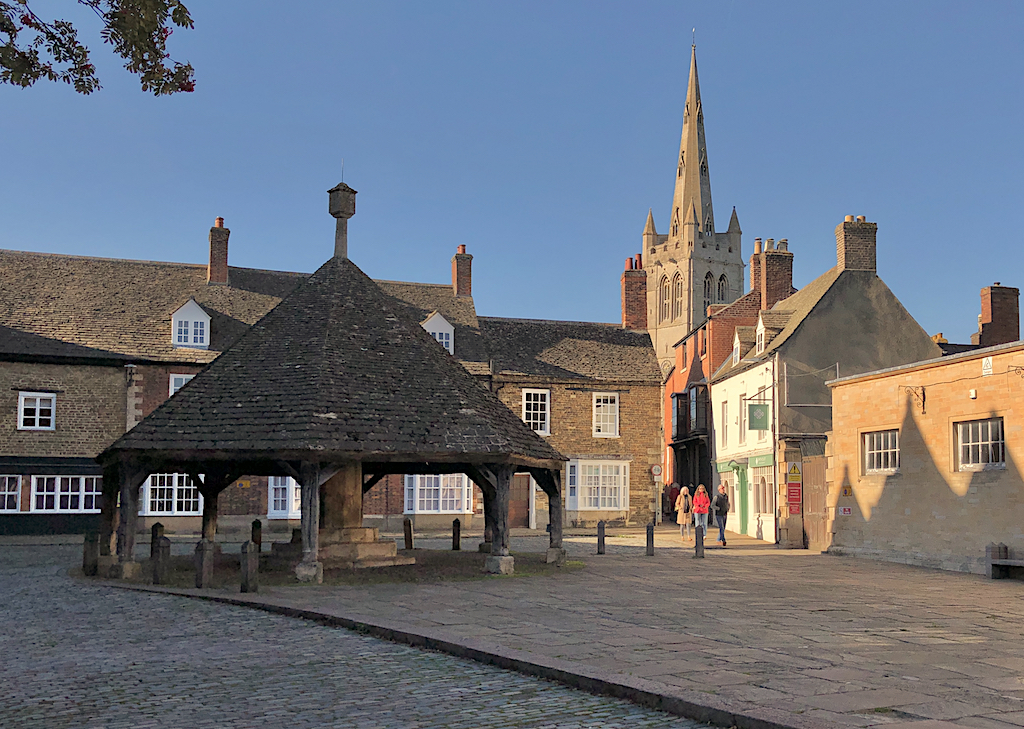
Avec le Buttercross à gauche et la flèche de l'église All Saints à droite

Les deux seules villes du Rutland sont Oakham, son chef-lieu, et Uppingham. Le comté est entièrement découpé en paroisses civiles.
Ouvert en 1976, Rutland Water est le plus grand lac artificiel de Grande-Bretagne.

## Histoire
Le titre de comte, puis duc de Rutland se transmet dans la famille Manners depuis 1525.
Un petit peu de l'East Coast Main Line, une des lignes de chemin de fer principales en Grande-Bretagne, traverse le coin orientale du Rutland. Cette ligne est seulement remarquable pour un fait ; la locomotive à vapeur Mallard, en tirant un train aux voyageurs, fait le record mondial à vitesse pour locomotives à vapeur ici le 3 juillet 1938, avec une vitesse de 202.05 km/h.
Le 1er avril 1974, l'entrée en vigueur du Local Government Act 1972 rattache le Rutland au comté voisin de Leicestershire. Il retrouve son indépendance administrative le 1er avril 1997, sous la forme d'une autorité unitaire. Le poste de Lord Lieutenant du Rutland est également rétabli à cette date.

## Politique
Le gouvernement local du Rutland est assuré par un conseil de comté comptant 26 membres. Pour les élections au conseil de comté, le Rutland est divisé en 16 circonscriptions (wards) qui élisent un ou deux conseillers chacune. Aux élections de 2015, le Parti conservateur a emporté 17 sièges et les Libéraux-démocrates 2, les 7 derniers étant occupés par des indépendants.
Pour les élections à la Chambre des communes du Royaume-Uni, le Rutland relève de la circonscription électorale de Rutland and Melton, qui couvre également une partie du Leicestershire. Depuis 1992, le député de Rutland and Melton est Alan Duncan.

## Démographie
Au recensement de 2011, le Rutland comptait 37 369 habitants, ce qui en fait le comté cérémoniel le moins peuplé d'Angleterre à l'exception de la Cité de Londres. En 2006, le Rutland a été le comté ayant le taux de fécondité le plus élevé d'Angleterre (avec une moyenne de 2,81 enfants par femme).